# Guillaume III des Barres
Pour les articles homonymes, voir Barres.
Guillaume III des Barres, dit « Le Jeune », né vers 1185/90 et mort le 15 novembre 1249 à Nicosie, est un  chevalier français qui participe à la bataille de Muret en 1213, lors de la croisade des albigeois. Plus tard, il accompagnera le roi Louis IX dit Saint Louis à la septième croisade où il trouvera la mort.

## Biographie

### Généalogie
C'est un membre de la famille des « Guillaume des Barres », le troisième du nom.
Il est fils héritier de Guillaume II des Barres, à la mort de son frère aîné, en 1227.

Par sa mère, Amicie de Beaumont-Leicester, Guillaume est un demi-frère de Simon IV de Montfort.
Il épouse, de 1200 à 1205, la comtesse Béatrix de Chalon († 1227), héritière du comte Guillaume II de Chalon. Ils auront une fille, Marie des Barres née en 1205, dame de La Ferté-Alais.

Sa seconde femme, épousée tardivement, Héloise Britaud de Nangis, est vicomtesse de Provins. Elle lui donnera au moins six enfants.
Parmi ces enfants, on trouve tout d'abord le légendaire Jean des Barres dit « d'Oissery », et aussi un Guillaume, le quatrième du nom de la famille des « Guillaume des Barres » .

### Titres et armes

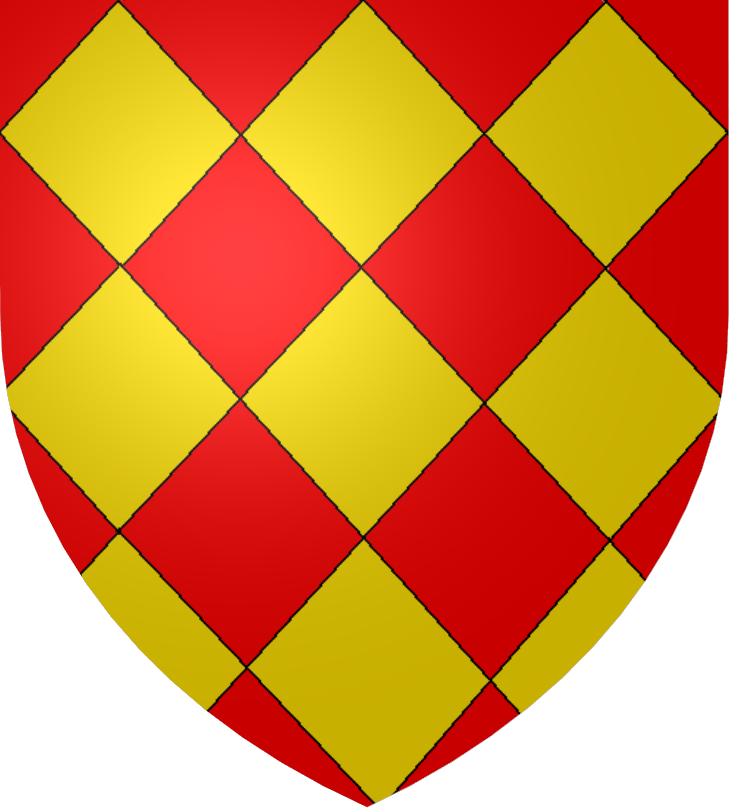
Blason de Guillaume III des Barres.

#### Titres
Il est chevalier, comte de Chalon, de ~1200 à 1228, par son premier mariage avec Béatrix de Chalon et vicomte de Provins. 

Il est aussi seigneur d’Oissery, Forfry, Silly, Ognes, Villegniard (sur la commune de Presles-en-Brie), Saint-Pathus et La Ferté-Alais (en partie).

#### Armes
Il héritera des armes de son père ; son blason est celui des seigneurs d'Oissery : « Blasonnement losangé d'or et de gueule ».
On connait deux sceaux de Guillaume III. 
- le premier, appendu à un acte daté par défaut de l'an 1200, est conservé aux Archives nationales et référencé sous le numéro 3351 en 1850 et de cote actuelle : S 4185 no 1.
  - l'empreinte, représente un château, à trois tours crénelées. Sa légende latine est la suivante : « + SIGI[LL]VM   W[ILLE]LMI DE BARRIS » ;
  - son contre-sceau porte l'écu losangé des Barres d'Oissery avec la légende « + COMITIS  CABILONIS », comté de Chalon.
- le second, daté de 1246, est conservé aux Archives nationales et référencé sous le numéro 4132 en 1850 et de même cote actuelle que le premier sceau.     
  - la description de l'empreinte est la suivante : « Au milieu d'une double enceinte crénelée s'élèvent trois tours percées de baies à meneaux élancés, le donjon est protégé de mâchicoulis et un effet de perspective montre à vol d'oiseau le chemin de ronde et tout le pourtour de son couronnement crénelé. » Ce château est accosté de deux fleurs de lis. Sa légende latine est la suivante : « + SIGILL[VM GVILLERMI] DE [BA]RRIS » ;
  - son contre-sceau porte l'image d'un chevalier armé de pied en cap sur son destrier ; son bouclier est losangé. Autour est cette légende :

Le « château aux trois tours » représenté sur tous les sceaux des Guillaume des Barres est l'objet de diverses interprétations :

Certains, y voient une image du château d'Oissery 

Il est à souligner que la représentation symbolique d'un château à trois tours en héraldique semble assez courante à cette époque ; en voici quelques exemples : Alphonse de Poitiers en 1269, Jean de Gand, duc de Guyenne, en 1392, le Royaume de Castille dont les armes de la reine Blanche de Castille qui ornent la Sainte-Chapelle…

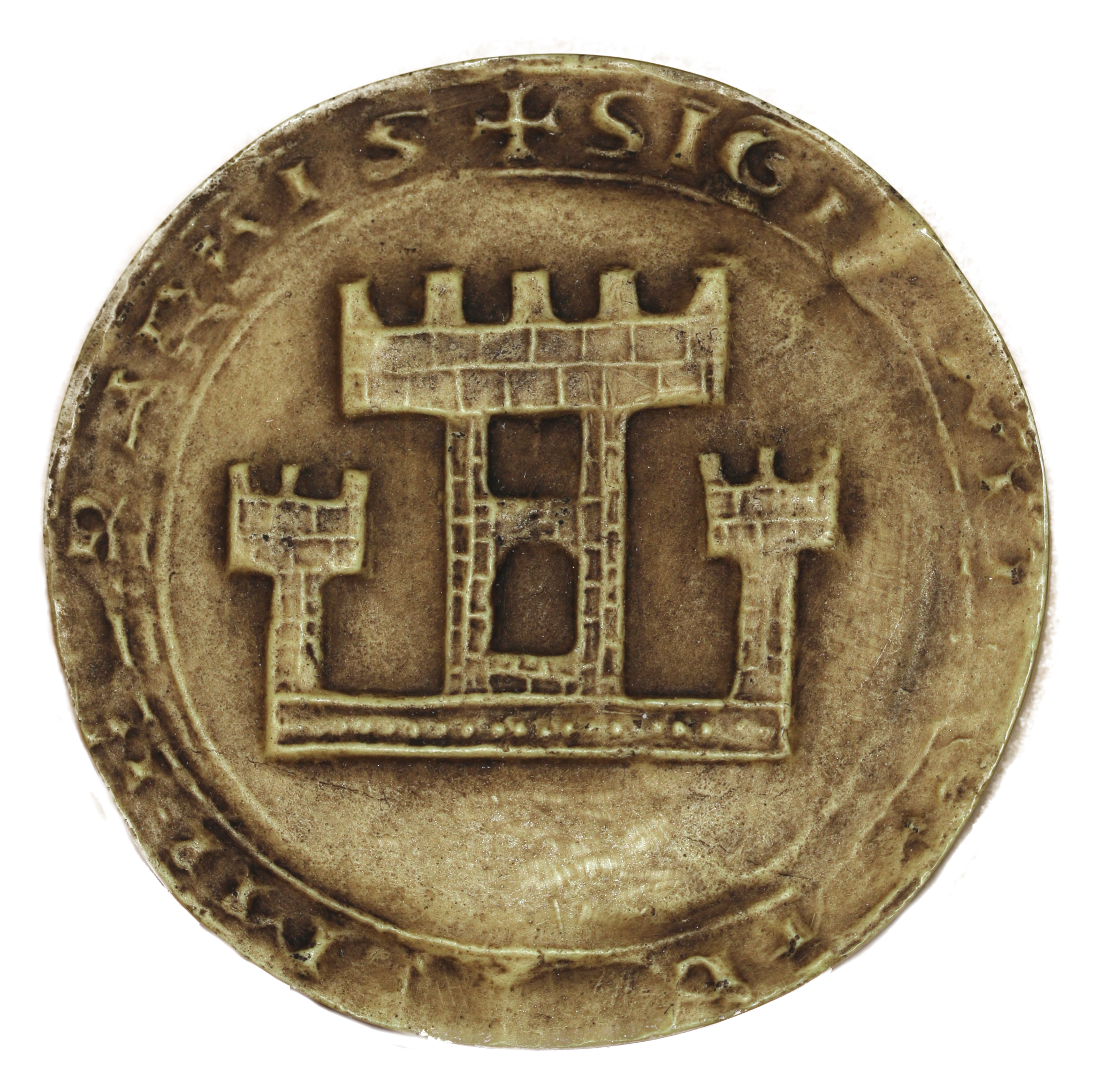
Sceau  des années 1200.
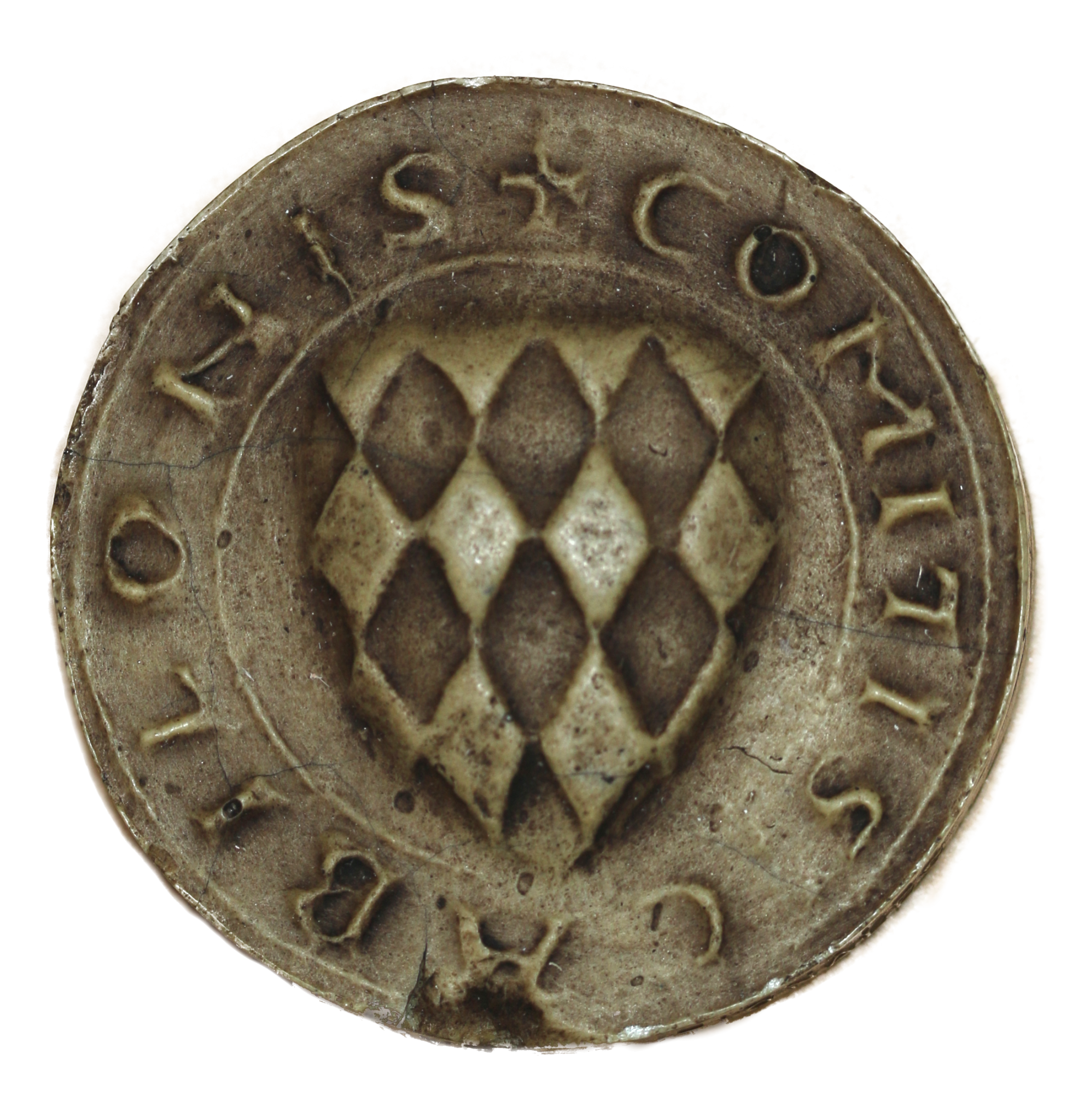
Son contre-sceau.
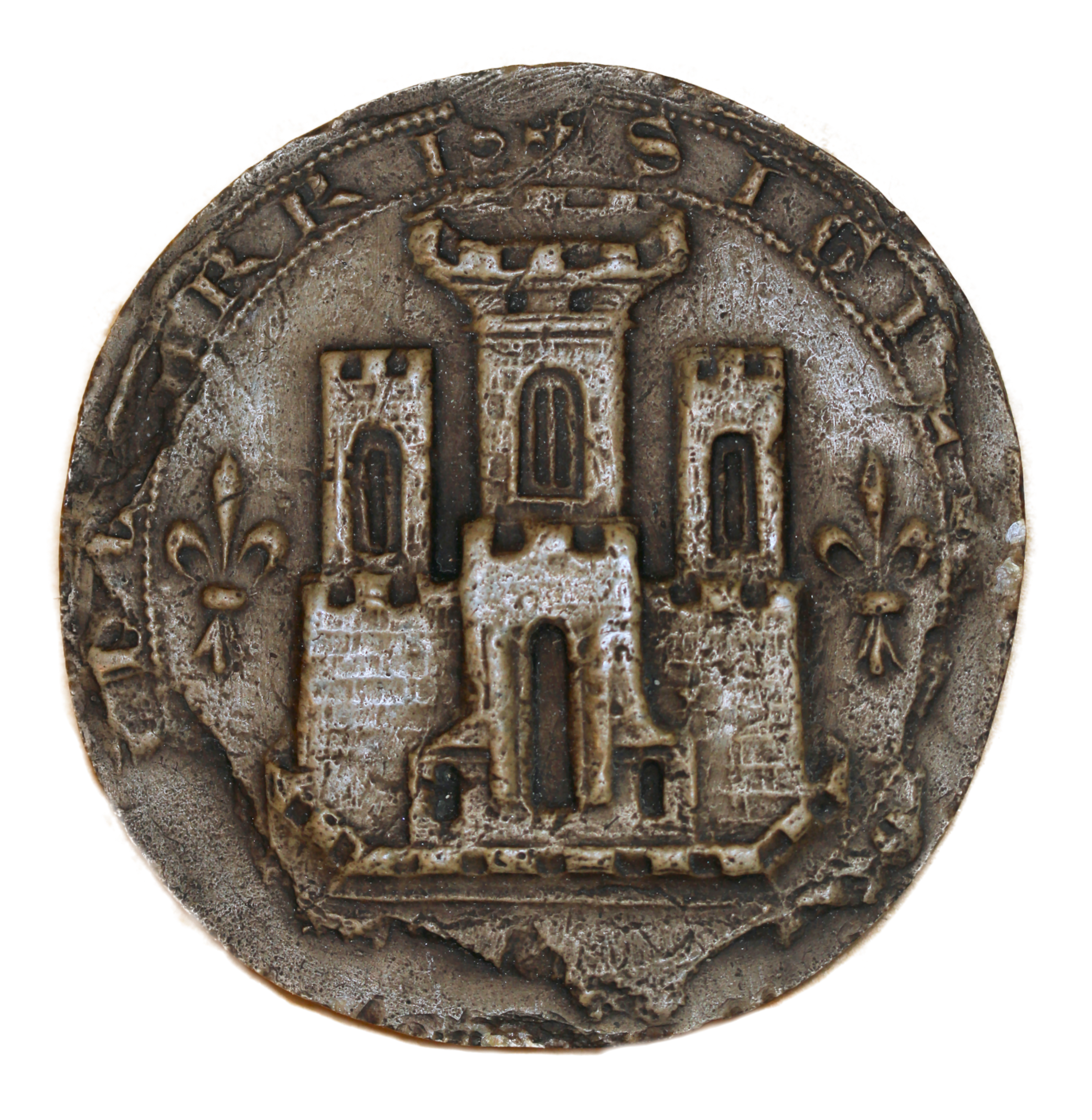
Sceau de 1246.

### Le chevalier

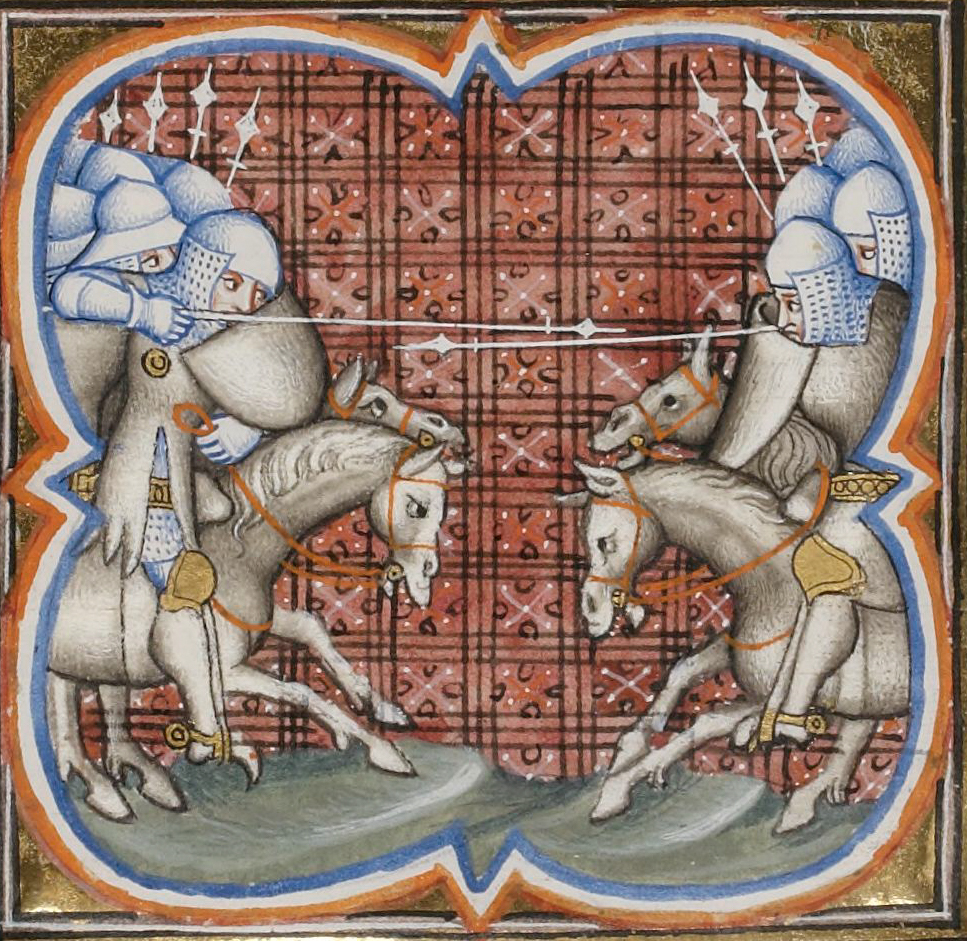
Bataille de Muret, enluminure du XIVe siècle.

Demi-frère de Simon IV de Montfort par sa mère, Guillaume participe avec lui à croisade des albigeois : pendant la guerre en Languedoc, entre 1209 et 1213, il s'illustre comme chef de troupe à la bataille de Muret, le 12 septembre 1213,.
Il est présent, au mois de juillet 1215, au traité de mariage fait entre Philippe de France, fils aîné du roi Louis VIII, et Agnès de Nevers, dame de Donzy, pour laquelle Guillaume se rend caution.
En 1216, il appuie le prince héritier Louis VIII le Lion, lors de l'invasion de l'Angleterre. Il est battu et fait prisonnier, ainsi que Robert de Courtenay, lors d'une bataille navale devant Sandwich, le 24 août 1217.
Il participe à la campagne de Bretagne en 1231, et sert contre le comte de Champagne en 1236 ; il sera aussi chevalier de l'hôtel du Roi (dès 1239).
Avec son fils aîné et son petit-neveu, le comte Jean Ier de Montfort, Guillaume part pour la septième croisade dirigée par le roi Louis IX. Ils embarquent à Aigues-Mortes et tous deux tombent malades durant l'hivernage de l'armée à Chypre, de 1248 à 1249. Ils y meurent ; Guillaume s'éteint, lui, le 15 novembre 1249 à Nicosie.

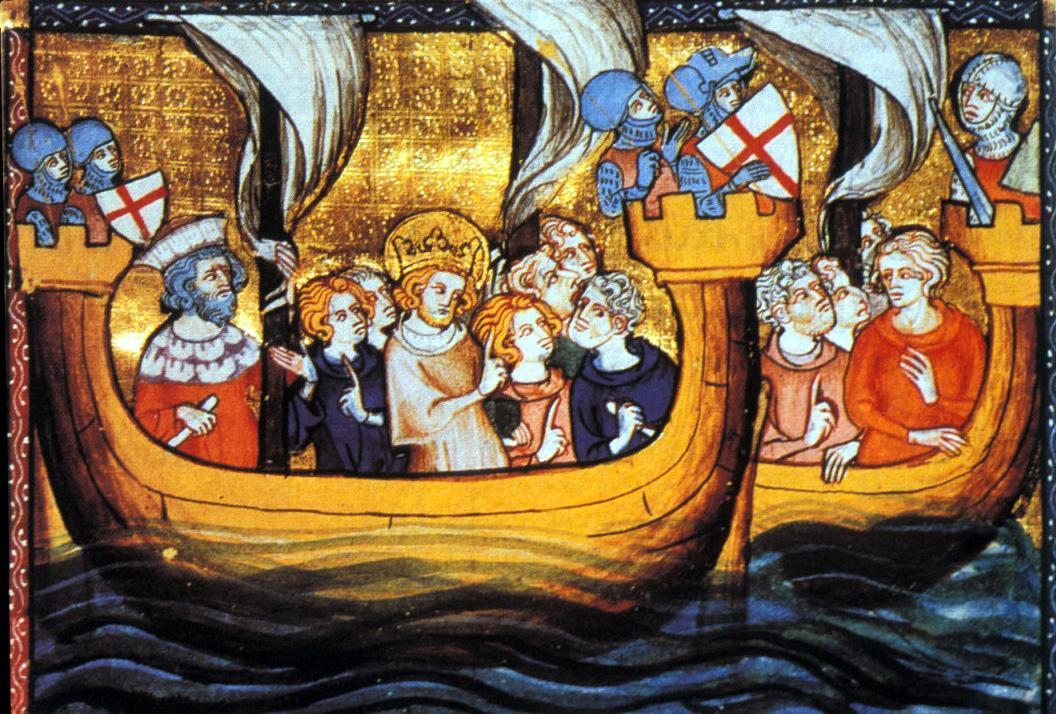
Départ pour la septième croisade, à Aigues-Mortes, en 1248.

Durant sa vie, Guillaume effectue quelques donations à des communautés religieuses dont une au monastère de Longpont en 1227,, et une autre, avec son épouse, en 1248, au prieuré de Fontaines-les-Nonnes où son père et certaines de ses sœurs sont enterrés.